# Volcán de Chicabal
El volcán Chicabal es un área protegida situada en el municipio de San Martín Sacatepéquez, departamento de Quetzaltenango.
Conforme se desciende al cráter se observa una laguna de color verde esmeralda rodeada de bosques, y cubierta usualmente después del mediodía por una densa niebla que se retira esporádicamente. Es uno de los muchos bosques nubosos que aun conserva Guatemala. 
El volcán y la laguna de Chicabal son el centro de la cosmovisión Mam (pueblo maya). Según la cultura local, el volcán y la laguna situada en su cráter, están protegidos por los nahuales (representaciones de elementos de la naturaleza), seres espirituales que protegen a las personas desde su nacimiento. En lengua Mam, "Chicabal" significa "Agua de espíritu dulce". En sus aguas es frecuentemente observado un fenómeno sin igual, en el cual la niebla ingresa al cráter donde reposan las aguas de la laguna, se acerca a la superficie de la laguna y como si un espíritu bebiera, posteriormente se retira, "escapando" del cráter.
Desde su mirador pueden observarse los volcanes Tacaná y Tajumulco, en San Marcos.
La laguna y sus próximos alrededores son utilizados para rituales aún en la actualidad y por lo mismo está prohibido bañarse en la laguna, por respeto a su cultura.
- Datos: Q4515807